# 交響曲第2番 (ブルックナー)
アントン・ブルックナーの交響曲第2番ハ短調は、1872年に最初の稿が完成された交響曲であり、彼が番号を与えた2番目の交響曲にあたる。

## 作曲の経緯
1868年、44歳のブルックナーは、ウィーンに移り、ウィーン音楽院の通奏低音、対位法、オルガンの教授とウィーン宮廷礼拝堂のオルガン奏者の地位に就いた。同時にそれまでのリンツ大聖堂とリンツ市立聖堂のオルガン奏者の地位は、その後2年間兼任した。翌1869年4月にはナンシーへ旅行をした。その後、パリに赴きオルガン演奏会を開いたところ、サン＝サーンスやフランクに絶賛される。これに自信を得たブルックナーは、1871年にロンドンでオルガン・コンクールに出席し、8月には第1位を獲得した。その後しばらくロンドンで過ごした後、10月11日に第2交響曲を書き始めた。
ブルックナーは、交響曲第1番のあと、1869年にニ短調の交響曲を作曲し、当初この作品に「第2番」の番号を与える意図を持っていたが、出来ばえに自信をなくしこの作品を封じてしまった（このニ短調の曲は、現在「交響曲第0番」と呼ばれている曲である）。
この作品は1872年に初稿が完成し、同年、この稿による初演を第1交響曲に感動した友人である指揮者デッソフにより計画されるも中止された。理由は、パート譜を見たオーケストラ団員の一部から演奏不可能との意見がでるなど騒ぎが大きくなり、デッソフ自身も第2交響曲に対し十分な理解や共感を得られなかったことによる。そのため翌1873年に改訂がなされ、同年10月26日に、ブルックナー自身がウィーン・フィルハーモニー管弦楽団を指揮して、この曲は初演された。
1876年、この曲の再演に際して細部の改訂がなされ、翌年にはヘルベックの助言により、この曲は大幅改訂された。その後、初版出版に際して1891年から1892年に細部の改訂がなされた。

## 初演
- 世界初演は、1873年10月26日ブルックナー指揮のウィーン・フィルハーモニー管弦楽団により行われた。この時の演奏会は、前半がブルックナーのオルガン独奏でバッハの『トッカータとフーガ ニ短調』、次いで即興演奏（一般的に、優れたオルガニストの多くはミサに必要な即興演奏の技術を習得している）、後半がウィーンフィルによる交響曲第2番の初演であった。
- 日本初演は、1974年にペーター・シュヴァルツ指揮の札幌交響楽団により行われた。

## 演奏時間
初稿が約70分、第2稿が約60分である。

## 楽器編成
フルート2、オーボエ2、クラリネット2、ファゴット2、ホルン4、トランペット2、トロンボーン3、ティンパニ（1対）、第1ヴァイオリン、第2ヴァイオリン、ヴィオラ、チェロ、コントラバス

## 出版の経緯
1892年、ドブリンガー社から初版が出版された。これは、1892年までの改訂に加え、さらに弟子の校訂が加わっていると言われる。
その後、国際ブルックナー協会の原典版編纂により、1938年にハース版が出版された。ところがこのハース版は、1877年稿をベースにし、一部1872年稿を採用したものとなっていた。ローベルト・ハース自身そのことを明記して出版したが、このような校訂姿勢はのちにレオポルト・ノヴァークが批判するところとなった。
国際ブルックナー協会の校訂作業がノヴァークに代わった後、まず1965年に、1877年稿に基づくノヴァーク版が出版された。これはハース版から1872年稿を排除したものである。当時は単に「ノヴァーク版」と称されたが、後述の通り、後に1872年稿が出版されたため、これは「第2稿」とも呼ばれるようになった。ノヴァークは1872年稿の校訂・出版も計画していたが、それを実現せず1991年に死去した。
その後、ウィリアム・キャラガンがこの交響曲の校訂を引き継ぎ、1872年稿・1873年稿を校訂するとともに、1877年稿を再校訂した。1872年稿・1873年稿については、1991年にクルト・アイヒホルン指揮リンツ・ブルックナー管弦楽団がCD録音した。これらが収録されたCDの解説書には、キャラガン自身によるこれらの稿の解説が含まれていた。2005年には、国際ブルックナー協会から1872年稿が出版され「第1稿」と呼称するようになった。同時にそれまで出版されていたノヴァーク版第2稿もキャラガンが再校訂し、「1877/1892年稿」と称して出版されるようになった。
キャラガン1872年稿は第1、第4と緩徐楽章において、ハース版・ノヴァーク版との大きな違いがある。また中間楽章の順番は第2楽章がスケルツォ、第3楽章がアダージョとなっているが、このキャラガンの判断に対してドイツの音楽学者ハンス＝ヨアヒム・ヒンリヒセンは、作曲の順番がスケルツォが先だっただけで、第2楽章にスケルツォを置く構想は当時のブルックナーにはなかった、としている。
ハース版として出版された譜面には、第2楽章・第4楽章に (vi-) (-de) と記されて囲まれた箇所がある（vi-から-deまで飛べ。つまりその部分は演奏を省略せよ、という意味）。これは1877年稿では本来存在しない部分であり、ハースもそのことを明記していた。ノヴァーク版第2稿は1877年稿を再現したとはいえ、ハースが (vi-) (-de) で囲った部分の譜面はそのまま残した形で出版した。
なお、キャラガン1872年稿と1873年稿は第4楽章の後半～終結部に大きな違いが存在する。現在の出版譜は「1872年稿＝第1稿」「1877/1892年稿＝第2稿」として扱われている。1873年稿については現時点では未出版である（ただし、出版されている1872年稿の中で、一部言及・併記されている）。キャラガン1872年稿が出版後、若手指揮者を中心に、ここ数年でキャラガン1872年稿での演奏・録音が増えている。

## 楽曲解説

### 第1楽章
Moderato（モデラート） - ノヴァーク版
Ziemlich schnell（かなり急速に。） - ハース版
ハ短調、4分の4拍子。ソナタ形式。ヴァイオリン、ヴィオラのトレモロの中から、チェロが第1主題を奏しだす。いわゆるブルックナー開始である。
お使いのブラウザーでは、音声再生がサポートされていません。音声ファイルをダウンロードをお試しください。
チェロの付点リズムがヴァイオリンに移ると、トランペットの3連音符と付点による信号風リズムが現れる。第1主題の確保と発展が行われ、次第に力を弱めるとティンパニがそれまでトレモロを続けていたG音をpppで3連打し、1小節の休止の挟んで第2主題部へ移る。第1ヴァイオリンの浮遊するような音型の下で、チェロが変ホ長調で第2主題を提示する。
お使いのブラウザーでは、音声再生がサポートされていません。音声ファイルをダウンロードをお試しください。
弦に新しい推進的な音型が現れた後、第3主題も変ホ長調でオスティナートの伴奏の上に木管で提示される。
お使いのブラウザーでは、音声再生がサポートされていません。音声ファイルをダウンロードをお試しください。
次第に高揚し、金管が付点リズムの信号動機を奏して頂点をつくる。しずまって弦が残ると小結尾に入り、愛らしい小結尾主題がオーボエ、クラリネット、ファゴットへと受け継がれる。休止の後、ヴィオラのトレモロが現れ、低音弦が第1主題の断片を出して展開部へ入る。展開部は主に第1主題を扱いながら高揚し、第3主題の伴奏の音型や第2主題も加わる。やはり休止の後、再現部へ入る。第1主題は今度は管も加わって豊かに再現されるが、第2主題、第3主題、小結尾ともに型どおりの再現となっている。コーダは比較的長大で低弦の第1主題の断片が繰り返されるが一旦萎む。再度、第1主題の断片が繰り返され信号動機も加わってクライマックスを作り上げる。一度静まってからチェロが第1主題を奏で、ファゴットとフルートに導かれてまた頂点を作って曲は終わる。
尚、キャラガン1872年稿では展開部に相違があり、展開の推移が幾分長くなっている。

### 第2楽章(1872年稿では第3楽章)
Andante. Feierlich, etwas bewegt（アンダンテ。荘重に、いくぶん運動的に。） - ノヴァーク版
Adagio. Feierlich, etwas bewegt（アダージョ。荘重に、いくぶん運動的に。） - ハース版
変イ長調 4分の4拍子、ロンド形式（A-B-A-B-A-Coda）。法悦的な音楽で、後の長大なアダージョの萌芽がここにある。形式はいつものようにベートーヴェンの交響曲第9番の緩徐楽章から来ている。弦のオルガン風な響きに導かれて、第1ヴァイオリンが静かに柔和にAを奏で、対位法的に進む。
お使いのブラウザーでは、音声再生がサポートされていません。音声ファイルをダウンロードをお試しください。
木管も加わり、ヴァイオリンとヴィオラの応答にファゴットも加わると、半小節の休止があり、Bが弦のピッツィカートとホルンで現れる。弦のテーマを木管が受け継ぐBの後半部分は1877年稿でカットされたが、上述の通りハース版では (vi-) (-de) で残されている。
お使いのブラウザーでは、音声再生がサポートされていません。音声ファイルをダウンロードをお試しください。
Aの2度目の再現でクライマックスが築かれたのち、それ以前にも兆しを見せていたミサ曲第3番ヘ短調（英語版）（1868年）のベネディクトゥスが明確に引用される。
お使いのブラウザーでは、音声再生がサポートされていません。音声ファイルをダウンロードをお試しください。

コーダでは主要主題を扱いながら曲は静かに結ばれる。最後の旋律はハース版とキャラガン1872稿ではホルンで奏され、ノヴァーク版とキャラガン1873年稿ではクラリネットで受け持っている。尚、キャラガン1873年稿ではコーダのヴァイオリン・ソロに至るくだりがヴァイオリン・ソロ楽節で長く演奏されるが、1872年稿にはこの楽節はない。

### 第3楽章(1872年稿では第2楽章)
Scherzo. Mäßig schnell - Trio. Gleiches Tempo（スケルツォ。適度に速く ― トリオ、（主部と）同じテンポで。） - ノヴァーク版
Scherzo. Schnell - Trio. Gleiches Tempo（スケルツォ。急速に。 ― トリオ、（主部と）同じテンポで。） - ハース版
ハ短調、3分の4拍子。三部形式。粗野なスケルツォで、ブルックナーの原始的な性格がここに反映される。トランペットとトロンボーンを除いた全楽器でスケルツォ主題が強烈に提示される。
お使いのブラウザーでは、音声再生がサポートされていません。音声ファイルをダウンロードをお試しください。
トリオはハ長調でレントラー風なものでヴァイオリンによるトレモロの上でヴィオラが主題を奏していく。
お使いのブラウザーでは、音声再生がサポートされていません。音声ファイルをダウンロードをお試しください。
ハース版とキャラガン稿ではスケルツォ提示部、再現部とトリオにそれぞれ反復が指定されている。第1番、第0番交響曲と同じくコーダが付いているのは初期の特徴である。

### 第4楽章
Finale. Ziemlich schnell（終曲。かなり急速に。） - ノヴァーク版
Finale. Mehr schnell（終曲。より速く。） - ハース版
ハ短調～ハ長調、2分の2拍子。ソナタ形式。ヴァイオリンの細かい動きで静かに始まる。
お使いのブラウザーでは、音声再生がサポートされていません。音声ファイルをダウンロードをお試しください。
徐々に力を増し、ffで第1主題が示される。
お使いのブラウザーでは、音声再生がサポートされていません。音声ファイルをダウンロードをお試しください。
冒頭部分がもう一度現れた後、第2主題はイ長調で示される。
お使いのブラウザーでは、音声再生がサポートされていません。音声ファイルをダウンロードをお試しください。
ヘ短調ミサ曲からは「キリエ」が引用される。
コーダではハ長調に転じて全曲を明るく締めくくる。

## 備考
- 1873年、ブルックナーはワーグナーと面会する。この次に作曲された交響曲第3番の草稿と、この第2番の両方の譜面をワーグナーに提示し、どちらかを献呈したいと申し出た。ワーグナーは、この第2番ではなく、第3番の方に興味を示した。
- この曲は、ウィーン・フィルへの献呈も申し出たが「演奏不可能」と拒絶された。その後フランツ・リストへの献呈も申し出たが、果たせなかった。
- 全休止が多いので「休止交響曲」の俗称で呼ばれることもあった。また、自作の「ミサ曲ヘ短調」から第2楽章で「ベネディクトゥス」、第4楽章で「キリエ」の主題が引用された箇所があり「ミサ交響曲」と言われることもある。
- ブルックナーの初期の交響曲は、ヘ短調・第1番・第0番・第2番で、様々なスタイルを模索し、第2番で一つのスタイルを確立した、とも評される。実際、これらの中では、第2番がそれ以降の交響曲のスタイルに最も近い。
- 「新全集」の1872年稿は、のちの第8交響曲のように第2楽章がスケルツォ、第3楽章が緩徐楽章となっている。これに対し、ドイツの音楽学者ハンス＝ヨアヒム・ヒンリヒセンは、作曲の順番がスケルツォが先だっただけで、第2楽章にスケルツォを置く構想はブルックナーにはなかった、としている[1]。
- 1873年稿のみ、終楽章の最後に「第4トロンボーン」が加わる。他のトロンボーンは「A（アルト）・T（テナー）・B（バス）」と記してあるが、これは「4」とのみ記されている。この部分のチェロ・コントラバスの音型の音量補強を意図したものと思われるが、この作曲家のオーケストレーションとしても他に似たような例はない。